# Val di Non
La Val di Non (Valdenòn in noneso, Nonstal o Nonsberg in tedesco) è una valle del Trentino, situata nella parte nord-occidentale della provincia autonoma di Trento. Dal punto di vista amministrativo essa appartiene alla Comunità della Val di Non, una delle comunità di valle istituite in provincia nel 2010. Ci sono solo tre comuni nella parte più settentrionale della valle, Lauregno, Proves e Senale-San Felice (il cosiddetto Deutschnonsberg, la Val di Non germanofona), che dal punto di vista geografico appartengono alla valle, dal punto di vista amministrativo fanno invece parte della provincia autonoma di Bolzano. La Val di Non e l'adiacente Val di Sole sono anche note come le "valli del Noce", essendo entrambe attraversate dal torrente Noce.

## Geografia
La valle si apre a occidente della Valle dell'Adige, poco più a nord della confluenza del torrente Noce nel fiume Adige. È delimitata a oriente dai Monti Anauni che la separano dalla Bassa Atesina e dalla Val d'Adige, a occidente dalle Dolomiti di Brenta, mentre a nord-ovest, dove nasce la Val di Sole, dalla Catena delle Maddalene; confina infine a settentrione con la Val d'Ultimo e l'Alto Adige. È costituita da un ampio altopiano attraversato dal torrente Noce. Orograficamente la valle si biforca a "Y" in corrispondenza nella parte più a nord del lago di Santa Giustina. La parte della valle adiacente al lago è divisa infatti in sponda destra (a ovest del Noce), sponda sinistra (a est del fiume) e "terza sponda", la zona a nord della biforcazione tra il torrente Noce e il torrente Novella, entrambi affluenti del lago.
In tempi remoti era chiamata Anaunia, toponimo di probabile origine celtica legato alla popolazione degli Anauni. Nel corso dei secoli il nome è poi mutato in Val di Non.
Il centro abitato più importante della vallata è Cles, che sorge a lato del grande lago artificiale di Santa Giustina. La valle è ricca di storia, dal tempo degli antichi romani che avevano intuito l'importanza di questi territori vicini al Passo del Brennero, fino al Medioevo, periodo in cui sorgono numerosi castelli, come Castel Thun, Castel Bragher, Castel Coredo, Castel Cles, Castel Nanno e Castel Valer. Altri luoghi di rilevanza sono il Santuario di San Romedio, patrono della valle, raffigurato secondo la tradizione mentre cavalca un orso e celebrato il 15 gennaio in processione lungo il rio San Romedio, o il Palazzo Assessorile di Cles e quello di Coredo, anche ricordato come il Palazzo Nero a causa dei processi svolti alle streghe durante l'inquisizione del XVII secolo.
In valle sono presenti numerosi laghi oltre al lago di Santa Giustina, come il lago Smeraldo, i due laghi di Coredo e Tavon e il lago di Tovel. Quando fu creato il lago artificiale di Santa Giustina, rimasero sommerse alcune strutture tra le quali il Ponte della Mula che, secondo la tradizione, avrebbe salvato il Barone di Cles dai soldati del Conte di Thun.

## Economia
L'economia della vallata è principalmente di tipo agricolo (frutticolo): la valle è resa famosa dalla vastissima produzione delle mele Golden Delicious conosciute commercialmente con il marchio "Melinda" (primo marchio DOP concesso per un prodotto del settore frutticolo). Procedendo da Cles verso Tres, infatti, si ripercorre la "Via dei pomi", itinerario dell'economia trentina. Ricoprono una discreta importanza per l'economia locale anche il turismo e l'artigianato; sono inoltre presenti alcune aree artigianali con piccole industrie e cementifici nella zona di Cles, Tassullo e Mollaro.
Nell'alta valle di Non sono anche presenti piccole imprese legate all'industria del legno che producono imballaggi. Risultavano attivi fino agli anni trenta, invece, i produttori di fruste da circo, i cosiddetti funari, utilizzando un tipo di legno, il bagolaro (Celtis australis) che cresce solo in questa valle. Sulla via di Amblàr è ancora visibile la Porta di Vallavena che testimonia le contese dei boscaioli sull'uso delle risorse locali.

## Infrastrutture e trasporti
La valle è raggiungibile, oltre che dall'accesso principale costituito dalla strada statale 43 che la collega con Mezzolombardo e la Valle dell'Adige attraverso la Forra della Rocchetta, da altri 4 passi: il Passo Palade da Merano, il Passo della Mendola da Caldaro e Bolzano, il Passo Castrin dalla Val d'Ultimo verso la parte tedesca della valle (Proves), a sud il passo Andalo e infine il Ponte di Mostizzolo che la collega a est con la val di Sole, da cui per il Passo del Tonale si passa in Lombardia.
È inoltre servita dalla ferrovia Trento-Malé-Mezzana, inaugurata nel 1964 in sostituzione della preesistente tranvia, e dove la ferrovia non arriva si possono utilizzare i mezzi interurbani Trentino Trasporti per raggiungere le località più esterne e l'alta Val di Non.

## Cultura

### Particolarità linguistiche
La parlata dei suoi abitanti, il noneso, è un dialetto di derivazione ladina, tanto che in questi ultimi anni si parla di riconoscimento del noneso come lingua, del suo utilizzo nella toponomastica e come materia di insegnamento nelle scuole.
Tre comuni nell'estremità nord della valle sono, fin dal Medioevo, invece popolati da tedeschi: è la Deutschnonsberg, composta da Lauregno, Proves e Senale-San Felice. Qui quasi la totalità della popolazione parla il dialetto sudtirolese e i comuni fanno parte della provincia autonoma di Bolzano.

### Cucina e piatti tipici

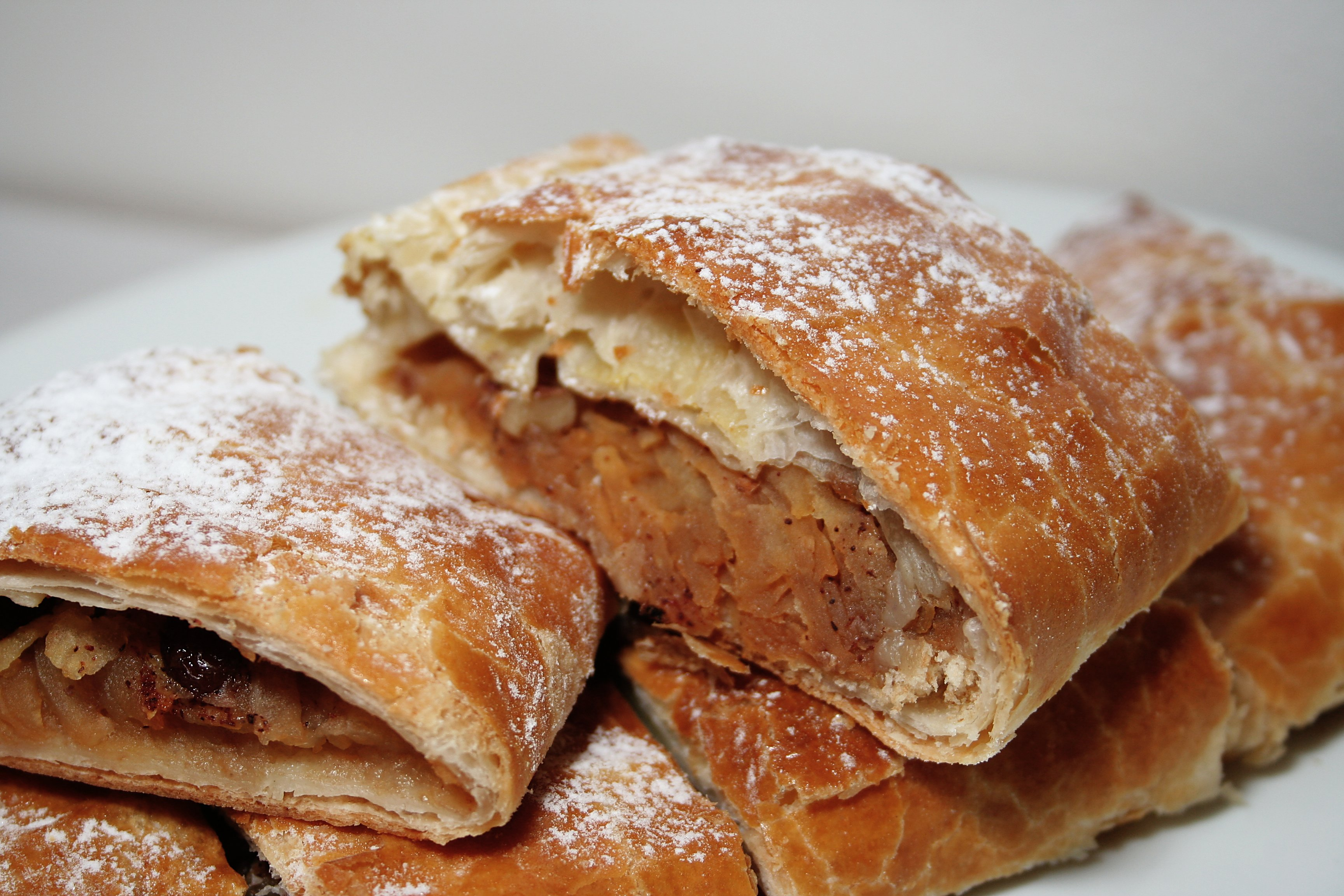
Strudel

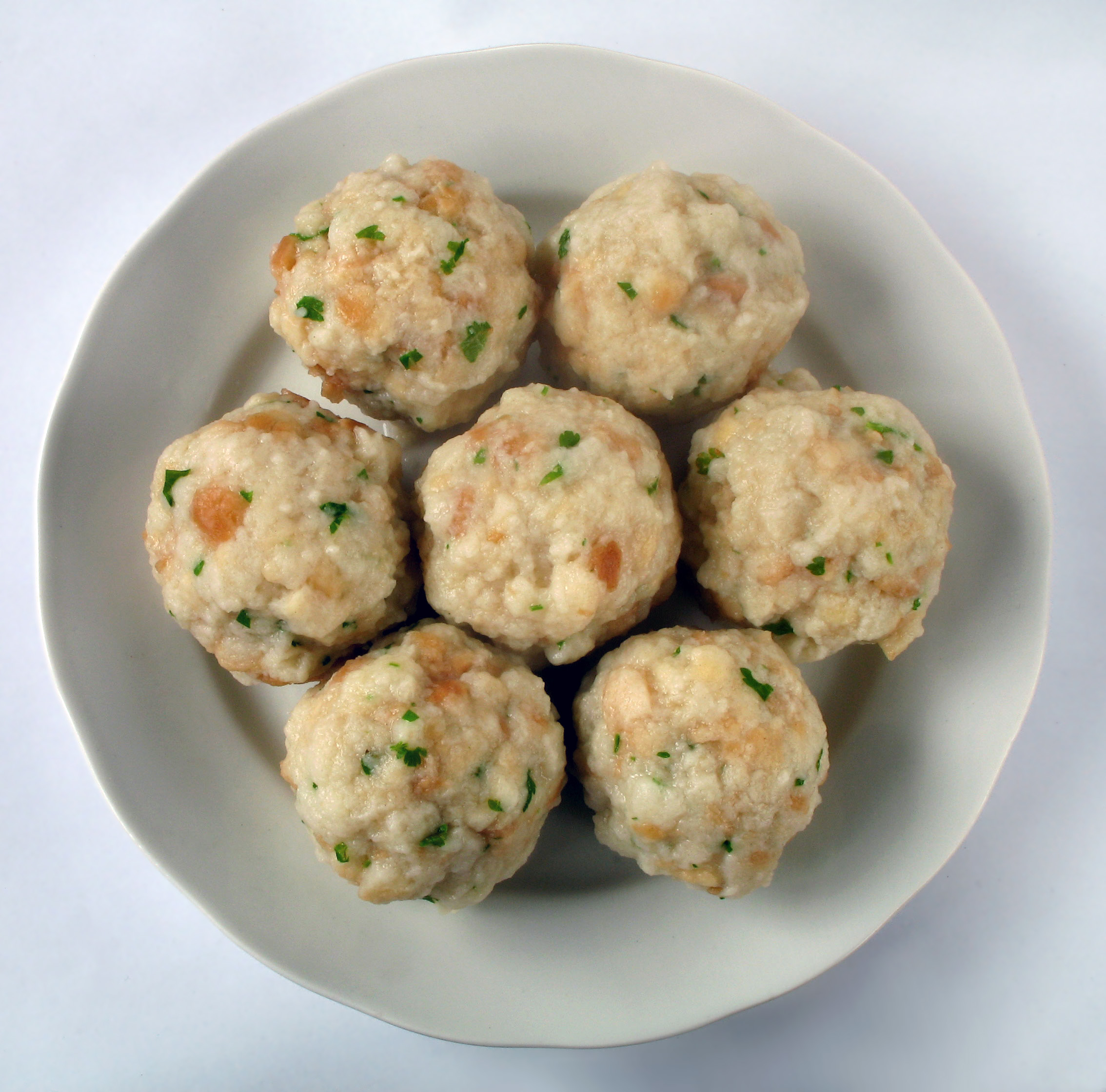
I canederli

Piatti legati all'agricoltura della valle sono la torta e il tortèl de patate, la torta di mele, lo strudel, la mortandela e la lucanica, che troneggia anche sullo smacafam, una sorta di frittata di grano saraceno cotta al forno. Carne di maiale e insaccati si accompagnano ai crauti (cavoli cappucci in salamoia acida) e alla polenta.
Tra i primi piatti, canederli (in brodo, al burro) strangolapreti (gnocchi di pane raffermo e spinaci), gli gnocchi di patate crude, la panada (zuppa di pane raffermo e porcino arrostito), la minestra da orz (zuppa di verdure, orzo e pancetta), la zuppa di porri e patate e minestroni. I funghi entrano in numerose combinazioni. Il tonco del pontesèl è ottenuto con luganega fresca cotta con farina tostata ed è comune alla gastronomia di quasi tutte le valli trentine

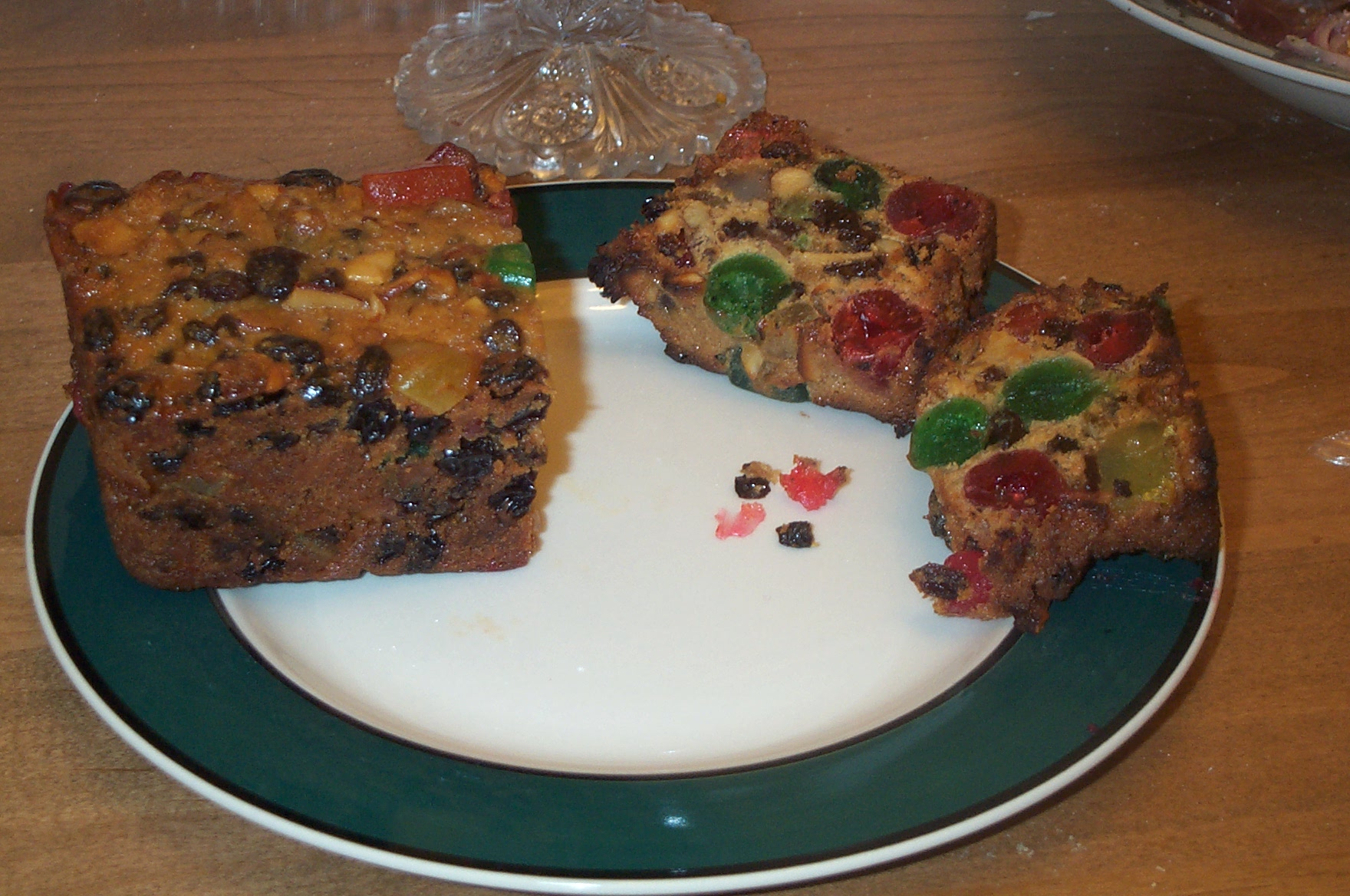
Lo zelten

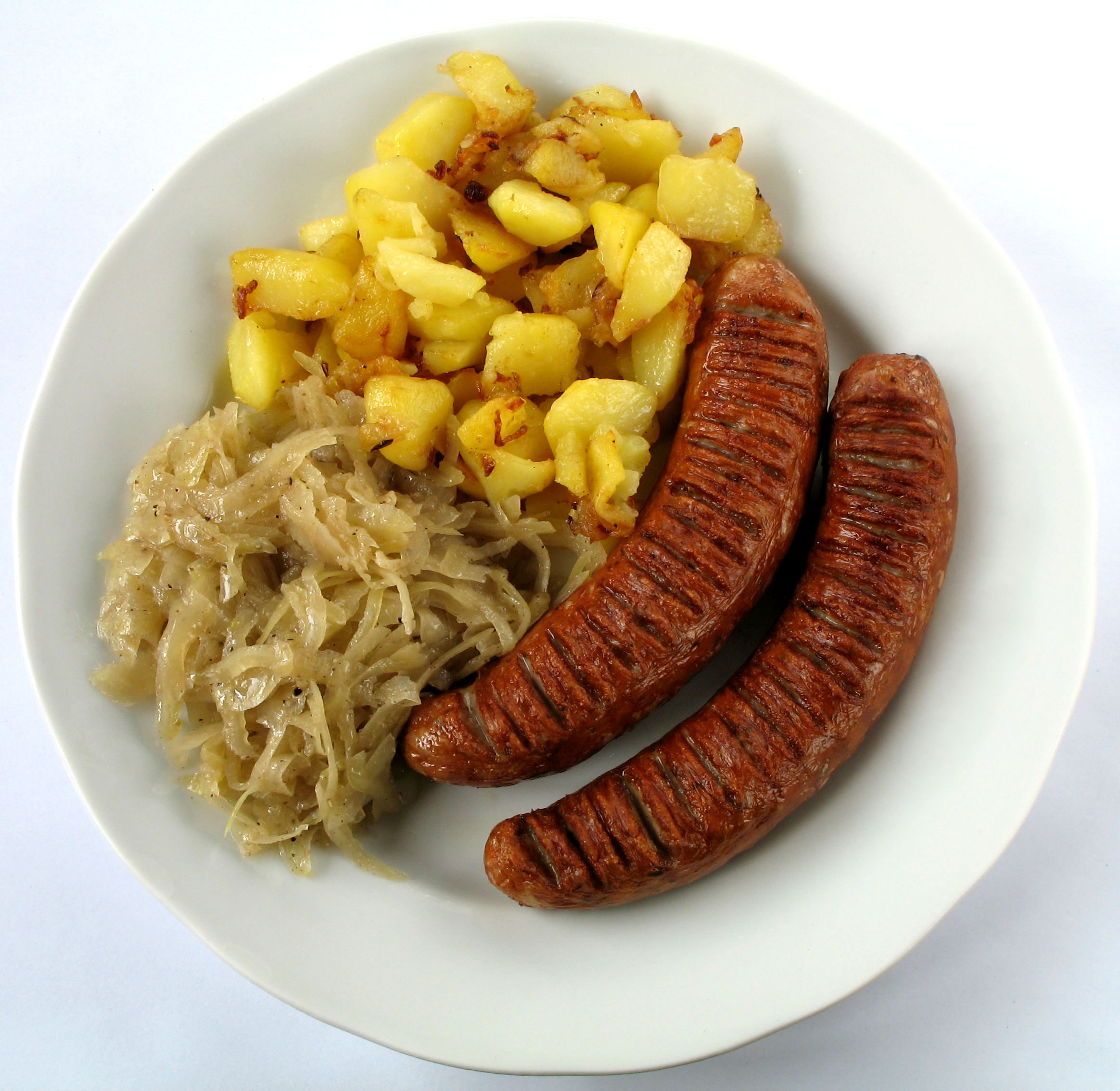
I crauti

Così il coniglio arrosto abbinato alla polenta, gialla o nera; la ricchezza di selvaggina si traduce in una molteplicità di piatti, capriolo in testa, ma anche cervo, lepre e fagiano con contorno di patate rostide cioè patate arrosto. Il "gulasch alla trentina" è un adattamento del piatto austroungarico, mentre la carne salada del Trentino, carne cruda in salamoia originaria della zona del lago di Garda, è oggi prodotta in proprio. I formaggi trentini variano dal grana al nostrano de casel, dal fontal alla spressa, classificati in base alla consistenza della pasta, al periodo di maturazione, alla cottura e al tenore di grasso.
Tra i dolci ricordiamo i grostoi di carnevale, la torta de fregolòti, i dolci a base di mele, lo zelten con noci, fichi secchi, uva sultanina, pinoli, variante trentino-tirolese di un dolce natalizio.
Per il vino si può citare il groppello, coltivato dei pressi di Revò. Nella valle vengono prodotte anche grappe - la classica grappa bianca e quelle aromatiche e amari. In molti paesi è in vendita il miele di produzione locale, tra i più noti il miele di melo e tarassaco e i mieli di melata d'abete e di rododendro prodotti a quote più alte.

### Storia e descrizione
Nella basilica di Sanzeno sono custodite le reliquie dei tre martiri anaunensi Martirio, Alessandro e Sisinnio, inviati nel IV secolo dal vescovo milanese Ambrogio per fare proseliti nella valle. Salorno, vicino Mezzocorona, prende il nome dal culto pagano di Saturno, il divoratore di bambini, venerato prima della predicazione dei tre Santi.
Nella chiesa di S. Udalrico a Rumo sono raffigurati nell'ultima cena dei gamberetti, particolare inusuale per l'iconografia dell'epoca. Nella chiesa di S. Lucia a Fondo sono raffigurati degli scorpioni neri, firma del pittore che ha dipinto gli affreschi interni.